# جاده ئی۰۷ اروپا

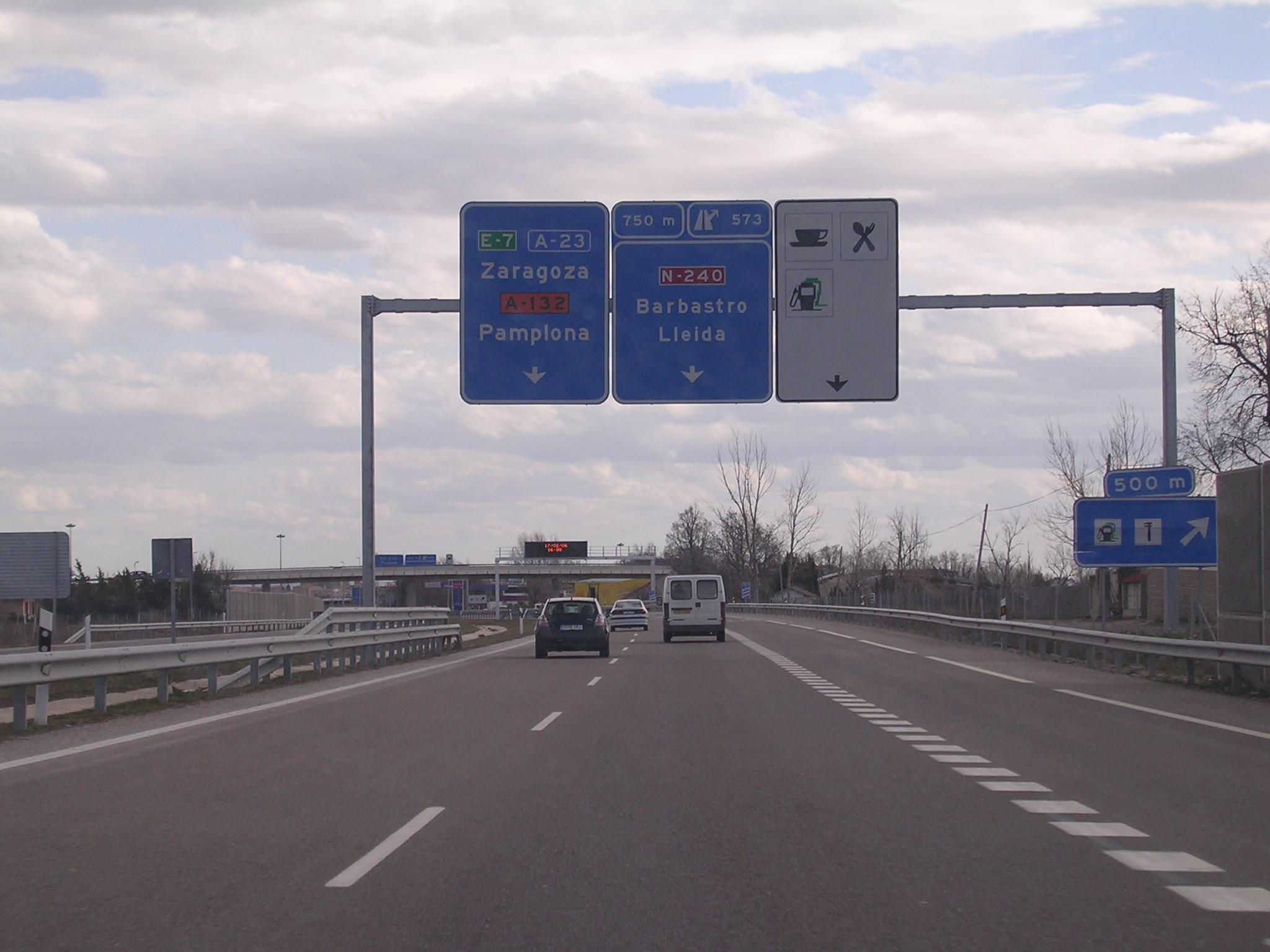
جاده ئی۰۷ اروپا در اسپانیا

جاده ئی۰۷ اروپا (به انگلیسی: European route E07) یکی از جاده‌های اصلی قاره اروپا است.
این جاده که از شهر پو (فرانسه) شروع شده در شهر ساراگوسا (اسپانیا) به پایان میرسد.